# Groove Coaster

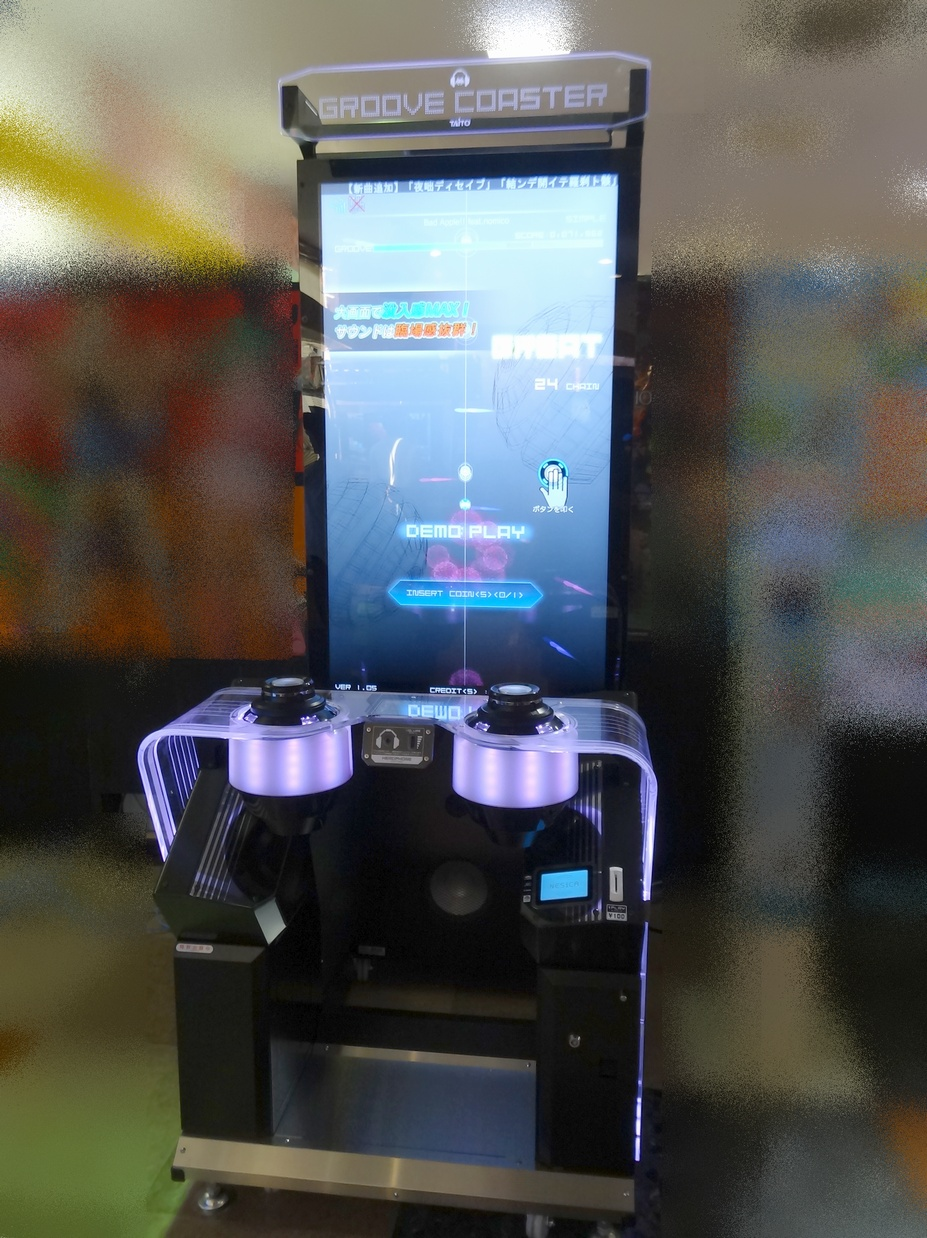
街機版機台

《GROOVE COASTER》（又名：炫音軌跡、音炫軌道）是TAITO推出的音樂遊戲，在部分海外地區被稱為「RHYTHMVADERS」。2011年推出iOS應用程式，2013年推出街机，2015年6月底推出 Android應用程式。
開發者為「太空侵略者 無限基因」的石田禮輔，本作跟該作品同樣表現出线框模型的風格。以「只需一根手指就能輕鬆操作，享受如同雲霄飛車般驚心動魄的興奮感受」為概念，遊戲只需以手指點擊及滑動螢幕操作（與街機版相異）。
2011年7月28日，TAITO推出了《GROOVE COASTER》（下稱「初代」）。遊戲於國內外均受到高評價，並得到不少獎項。2012年11月20日，推出了《GROOVE COASTER Zero》（下稱「ZERO」），並以Freemium方式增加了大量歌曲。2013年11月5日，推出了街機版《GROOVE COASTER》（下稱「AC版」），並以兩個名為「BOOSTER」的搖桿取代iOS的點擊觸控螢幕。AC版於2014年5月26日進行大型更新，改版成《GROOVE COASTER EX》（下稱「EX」）。

## 遊戲內容
當圖像（AVATAR）與目標（TARGET）重疊時作出相應操作是基本的規則。
根據點擊時機的準確度，會給出GREAT、COOL、GOOD或MISS的評價。準確的點擊能增加畫面上方的GROOVE槽，MISS評價則會減少。歌曲終結時，GROOVE槽達到一定的線就算是合格。
連續點擊成功會增加CHAIN，iOS版當CHAIN連續時，每一個CHAIN都會令得分增加0.1倍（即1 CHAIN=1.1倍→2 CHAIN=1.2倍→3 CHAIN=1.3倍，如此類推），得到10 CHAIN以上時就會進入「FEVER」模式，期間點擊得到的CHAIN變成兩倍。當斷CHAIN時，FEVER模式就會終結。部分曲子在100 Chain时会进入“Trance”模式，期间CHAIN数变成四倍，和FEVER模式一样，断CHAIN终止。
歌曲終結時會得到S至E六個評價的其中一個（EX增加了S+及S++），並會根據成績而累積「等級槽」。
歌曲設定了名為DIFFICULTY（難度）的數值，並分為EASY（其他版本為SIMPLE）、NORMAL及HARD。Arcade EX、Windows部分曲子設有最高難度EXTRA。Nintendo Switch最高難度為Master。先選曲然後選難度。
iOS版的HARD需於NORMAL得到合格才能選取。
Android版需要通過NORMAL才會解鎖HARD、AC-SIMPLE、AC-NORMAL，需通過AC-NORMAL才能解鎖AC-HARD
ARCADE版解鎖有兩種方式（依照遊戲敘述內容）1.在已解鎖難度全數獲得S評價 2.遊玩10~12難度並獲得S以解鎖11~13難度的歌曲
Windows版則需從SIMPLE開始解鎖

### 目標
TAP（iOS）／HIT（AC）
圓形的目標。
與圖像重疊的瞬間，按下BOOSTER上的按鈕。
得分為100。
HOLD
圓條形的目標。
與圖像重疊的瞬間，按下BOOSTER上的按鈕，直到HOLD結束時才放手。
HOLD期間得分為30，完結時得分為200。
BEAT
連續出現的菱形的目標，於EASY及SIMPLE不會出現。
與圖像重疊的瞬間，開始連擊BOOSTER上的按鈕，直到BEAT結束時才停止。拍的速度太慢會當成失誤。
BEAT期間得分為50，完結時得分為200。
FLICK（iOS）／SLIDE（AC）
菱形的目標，附有一個箭頭，於EASY及SIMPLE不會出現。
與圖像重疊的瞬間，將BOOSTER推向箭頭的方向，推動的方向有偏差也會當成失誤。
得分為200。
SCRATCH
圓形的目標，附有螺旋形的尾部，於EASY及SIMPLE不會出現。
與圖像重疊的瞬間，將BOOSTER交替地推向左右邊。
SCRATCH期間得分為70，完結時得分為200。
AD-LIB
隱藏的目標。GOOD判定以上的TAP（HIT）就會顯示「AD-LIB」字樣。
得分為300。
以下為AC版新增的目標。
CRITICAL
就如HIT外圍起了棱角的目標。
與圖像重疊的瞬間，同時按下左右BOOSTER的按鈕。
DUAL HOLD
開始點為CRITICAL，後面為兩條粗線條的目標。
與圖像重疊的瞬間，同時按下左右BOOSTER的按鈕，直到DUAL HOLD結束時才放手。
於SIMPLE不會出現。
DUAL SLIDE
兩個SLIDE重疊的目標，兩個箭頭指向不同的方向。
與圖像重疊的瞬間，將兩個BOOSTER分別推向兩個箭頭的方向，推動的方向有偏差也會當成失誤。
於SIMPLE不會出現。
SLIDE HOLD
兩個SLIDE目標中間出現一個深色範圍的目標。
與圖像重疊的瞬間，將BOOSTER推向箭頭的方向，直到SLIDE HOLD結束時才放手。
於SIMPLE不會出現。

## 系列

### GROOVE COASTER
2011年7月28日推出。價格為300日圓。
- 總共有29曲。DIFFICULTY為0至9這十個等級[a]。

### GROOVE COASTER ZERO
2012年11月20日推出。免費。
- 總共有150曲以上。
- 增加了DIFFICULTY 10。

### GROOVE COASTER（街機版）
2013年11月5日推出。為搭載55吋的大型液晶螢幕的專用機台。
- 能使用NESiCA（日语：NESiCAxLive）儲存玩家資料，但無法將iOS版的資料繼承至AC版[9]。
- 增加了「稱號」，符合某些遊玩條件就能得到。
- 跟初代及ZERO的操作系統沒甚麼大分別，只是AC版以兩個名為「BOOSTER」的控制桿取代iOS的點擊觸控屏。BOOSTER的上面有一個按鈕，而且能向不同方向移動。

### GROOVE COASTER EX
2014年5月26日推出。街機版的大規模更新版本。

### GROOVE COASTER 2 HEAVENLY FESTIVAL
2015年1月22日推出。代表顏色由藍白改成黃綠。
- 推出商店功能(需先註冊mypage)

### GROOVE COASTER 2 ORIGINAL STYLE
2015年7月1日推出，由 GROOVE COASTER ZERO 升級而來。Android 版本推出。本體免費内購需付費。
- 總共有158曲以上。可以到商城系統購買商品。
- 可繼承GROOVE COASTER ZERO的游戲記錄，所以不必重新開始遊戲。但無法繼承到AC版。

### GROOVE COASTER 3 LINK FEVER
2016年3月10日推出。代表色由黃綠改成紅白。
- 新增領航員"LINKA"(リンカ）
- 替換了原有的教程曲目
- 廢棄了MUSIC PANEL，原本需要解鎖的曲目變更為常駐曲目
- 選曲畫面的文件夾增加了開關功能
- Mypage大幅更新,追加朋友功能(上限為100人)，商店追加效果音及訊息
- 新增在綫對戰活動模式
- 海外版框體可以游玩曲目，此後不再存在日版限定曲目
- 新增"PERFECT"標識 (即理論值100萬分)

### GROOVE COASTER 3EX DREAM PARTY
2017年3月16日推出。代表色由紅白改成橘白。
- 新增領航員"YUME"(ユメ）
- 新增SKIN 1種，效果音 5種
- 新增領航員切換功能
- 新增單人活動模式
- 曲目分類重新規劃（Anime與Pops合并，新增Music Games分類）
- 新增「初學者推薦」文件夾

### GROOVE COASTER 4 STARLIGHT ROAD
2018年3月29日推出。代表色由橘白改成紫白。
- 新增領航員"SEINE"（セイネ）
- 新增「FAST/SLOW」表示
- 難易度由1-10細分爲1-15，11-15難易度需要使用NESiCA才可游玩（大陸版除外）
- 新增框體上購買ITEM功能
- 新增「VISIBLE」道具
- 新增2種SKIN

### 音炫軌道 （大陸版）
2019年推出。代表色為紫白。由華立科技代理，更名為RHYTHMVADERS 音炫軌道。
- 大陸框體有完全的中文化，并且領航員都各自有了中文名稱以及中文CV
- BOOSTER被翻譯成助力器
- 框體沒有讀卡器，因此無法保存游戲數據
- 默認解禁所有歌曲及所有難度，不受11-15因沒有NESiCA而無法解禁的限制
- 無法使用ITEM及SKIN
- 基板與日版海外版框體不同，采用了TAITO Type X4基板，因此響應速度比其他版本快速許多
- 刪減了大量的歌曲，歌曲配信時間點不明
- 宣傳圖片使用了Steam版Under The Moon的截圖
- 使用大陸IP查看 GROOVE COASTER 2 ORIGINAL STYLE 的 INFORMATION，會有大陸機臺的宣傳

### GROOVE COASTER 4EX INFINITY HIGHWAY
2019年3月28日推出。代表色由紫白改成藍白（與初代同色）。
- 修改了部分歌曲的難易度

### GROOVE COASTER 4MAX DIAMOND GALAXY
2020年4月9日推出。代表色由藍白改成紫白（與4代同色）。

## 媒體

### 樂曲
- GROOVE COASTER原聲大碟（2011年7月27日，於iTunes Store、mora發佈）
- GROOVE COASTER EXTENDED PLAY（2011年12月14日，於iTunes Store、mora發佈）
- COZMO 〜ZUNTATA 25th Anniversary〜（2012年10月31日，發售CD）
  - 初回限定版的特典光碟《Lab'-normal Limited2》中，收錄了Fun-House-Extended MIX-
  - 該專輯中的歌曲COZMIC OPERATION及World Collapse後來追加至遊戲（ZERO於2014年5月19日，EX於9月24日）
- GROOVE COASTER ZERO原聲大碟（2012年12月5日，於iTunes Store、mora發佈）
- GROOVE COASTER PREMIUM CD（2013年11月9日，非賣品）
  - 於AC版活動會場贈送給參加者
- GROOVE COASTER Extended Play 2（2014年1月29日，於iTunes Store、mora、Amazon MP3發佈）
- GROOVE COASTER Extended Play 3（2014年5月28日，於iTunes Store發佈）
  - mora、Amazon MP3則是於6月4日開始發佈
- GROOVE COASTER原聲大碟（2014年9月24日，發售CD）
  - 兩隻碟為一組。初回特典為BONUS光碟
  - 同日，開始於iTunes Store、mora、Amazon MP3發佈（隱藏目曲及BONUS光碟的收錄曲並無發佈）

### NESiCA
- JAPAN AMUSEMENT EXPO（日语：全日本アミューズメント施設営業者協会連合会）（JAEPO）2013限定發佈NESiCA
- GROOVE COASTER（街機版） 原創NESiCA（兩種類）
  - 店舖販賣
- M.S.S Project x GROOVE COASTER限定NESiCA
  - 於JAPAN AMUSEMENT EXPO（JAEPO）2014限定發佈

### 抓物機用景品
- GROOVE COASTER耳機 （页面存档备份，存于）
- GROOVE COASTER浴巾 （页面存档备份，存于）

## 註腳

### 出處
1. ↑  巴哈姆特電玩資訊站啟用之譯名，參閱此新聞資訊 （页面存档备份，存于）。
2. ↑  華立科技於中國大陸代理時採用的當地譯名，台灣世雅育樂代理本遊戲並送交商業司評鑑時亦沿用此名稱 （页面存档备份，存于）。
3. ↑  . TAITO. 2014-06-09  [2015-02-19]. （原始内容存档于2018-06-02） （日语）.
4. ↑  @groove_coaster.  (推文). 2014年8月6日 –Twitter.
5. ↑  . TAITO.   [2015-02-19]. （原始内容存档于2016-03-06） （日语）.
6. ↑  . Apple Inc.   [2015-02-19]. （原始内容存档于2016-03-07） （中文（简体））.
7. 1 2  . Apple Inc.   [2015-02-19]. （原始内容存档于2016-03-06） （日语）.
8. ↑  . 「グルーヴコースター（アーケード版）」公式サイト. 2014-05-17  [2015-02-19]. （原始内容存档于2018-06-02） （日语）.
9. ↑  . GIGAZINE. 2013-10-24  [2015-02-19]. （原始内容存档于2019-05-15） （日语）.
10. ↑  . 「グルーヴコースター（アーケード版）」公式サイト. 2013-10-24  [2015-02-19]. （原始内容存档于2018-04-09） （日语）.
11. ↑  . 「グルーヴコースター（アーケード版）」公式サイト. 2013-10-25  [2015-02-19]. （原始内容存档于2018-04-09） （日语）.
12. ↑  . 「グルーヴコースター（アーケード版）」公式サイト. 2013-12-11  [2015-02-19]. （原始内容存档于2018-04-09） （日语）.
13. ↑  . 4Gamer.net. Aetas. 2014-07-10  [2015-08-25]. （原始内容存档于2018-06-22）.

## 外部連結
- （日語）「GROOVE COASTER」系列官方網站 （页面存档备份，存于）
- （日語）街機版「GROOVE COASTER」官方網站
- （日語）街機版「GROOVE COASTER」主要頁面
- （英文）「RHYTHMVADERS」官方網站 （页面存档备份，存于）
- （日語）GROOVE COASTER的X（前Twitter）
- （日語）GROOVE COASTER非官方維基 （页面存档备份，存于）
- （中文）GROOVE COASTER非官方中文維基 （页面存档备份，存于）
- （中文）音炫軌道（大陸版）官網 （页面存档备份，存于）